# Never the Twain Shall Meet (film, 1931)
Pour plus de détails, voir Fiche technique et Distribution.
Never the Twain Shall Meet est un film américain réalisé par W. S. Van Dyke, sorti en 1931.

## Synopsis
Dan Pritchard travaille avec son père à San Francisco. Il est fiancé à Maisie, qui ne semble pas très pressée de se marier avec lui. Le capitaine Larrieu, un ami de son père, revient de Polynésie où il a contracté la lèpre. Il confie sa fille Tamea à Dan, avant de se suicider. La jeune femme ne s'habitue pas à la vie américaine. Elle tombe amoureuse de Dan et le convainc de l'accompagner dans son île natale. Dan y devient jaloux de Tolongo, un prétendant de Tamea, et commence à boire avec d'autres occidentaux. Maisie arrive dans l'île et Dan revient à la raison. Ils partent ensemble, laissant Tamea au bras de Tolongo.

## Fiche technique
- Titre original : Never the Twain Shall Meet
- Réalisation : W. S. Van Dyke
- Adaptation et dialogues : Edwin Justus Mayer, Ruth Cummings, John Lynch, d'après le roman Never the Twain Shall Meet de Peter B. Kyne
- Direction artistique : Cedric Gibbons
- Costumes : René Hubert
- Photographie : Merritt B. Gerstad
- Son : Douglas Shearer
- Montage : Ben Lewis
- Production : Harry Rapf
- Société de production : Metro-Goldwyn-Mayer
- Société de distribution : Metro-Goldwyn-Mayer
- Pays d'origine :  États-Unis
- Langue originale : anglais
- Format : Noir et blanc  — 35 mm — 1,20:1 — son mono
- Genre : drame
- Durée : 79 minutes
- Dates de sortie : États-Unis : 16 mai 1931

## Distribution
- Leslie Howard : Dan Pritchard
- Conchita Montenegro : Tamea Larrieau
- C. Aubrey Smith : M. Pritchard
- Karen Morley : Maisie Morrison
- Mitchell Lewis : Capitaine Larrieau
- Hale Hamilton : Mark Mellenger
- Clyde Cook : Porter
- Bob Gilbert : Tolongo
- Joan Standing : Julia
- Eulalie Jensen : Mme Graves

## Chanson du film
- "Islands of Love", paroles et musique  d'Arthur Freed

## Autour du film
- Il s'agit du remake de La Frontière humaine (Never the Twain Shall Meet), film muet américain de Maurice Tourneur, sorti en 1925.